# Campionato Sammarinese 2018-2019
Il Campionato Sammarinese 2018-2019 è stata la 34ª edizione del campionato di calcio di San Marino. Il Tre Penne si è laureato campione per la quarta volta nella propria storia.

## Novità
La formula del campionato sammarinese è stato completamente rivoluzionato e abbandona il sistema usato fino al campionato precedente.
La nuova formula consta in tre fasi: nella prima le quindici squadre vengono divise in due gironi (una da otto squadre e una da sette). In questa fase le squadre giocheranno in partite di sola andata contro le altre del proprio girone.
Al termine delle partite di sola andata, in base ai risultati ottenuti, le formazioni andranno a formare due gironi definiti Q1 e Q2: nel Q1 parteciperanno le squadre classificatesi tra le prime quattro della prima fase, nel Q2 le restanti. In questa seconda fase le squadre di ogni girone si sfideranno tra loro con il classico sistema di andata e ritorno.
Al termine di questa seconda fase accederanno ai play-off le prime sei classificate del Q1, la prima classificata del Q2 e la vincente dello spareggio tra la seconda e la terza classificata del Q2, a condizione che la terza non abbia un distacco superiore ai cinque punti. In caso contrario, accederà ai play-off direttamente la seconda classificata del Q2.
Con i play-off inizia la fase a eliminazione diretta. I quarti di finale e le semifinali si svolgeranno in gare di andata e ritorno. Non vi saranno tempi supplementari o la sfida dei rigori: nel caso in cui la somma delle reti delle due squadre risulti identico, sarà la squadra meglio classificata durante le fasi precedenti ad accedere al turno successivo. La finale che decreterà il campione di San Marino si giocherà in gara unica con la possibilità di supplementari e calci di rigore. È infine prevista una finale 3º-4º posto, utile per l'eventuale assegnazione di un posto nelle coppe europee

## Le squadre
Nel campionato Sammarinese 2018-2019 giocano tutte le quindici squadre di calcio sammarinesi, suddivisi in due gironi, il girone A e il girone B, di cui un girone a sette squadre e l'altra otto squadre.
Le squadre presenti in campionato sono:
| Squadra        | Castello            | Girone |
| -------------- | ------------------- | ------ |
| Cailungo       | Borgo Maggiore      | B      |
| Cosmos         | Serravalle          | B      |
| Domagnano      | Domagnano           | B      |
| Faetano        | Faetano             | B      |
| Fiorentino     | Fiorentino          | B      |
| Folgore        | Serravalle          | A      |
| Juvenes/Dogana | Serravalle          | A      |
| La Fiorita     | Montegiardino       | B      |
| Libertas       | Borgo Maggiore      | B      |
| Murata         | Città di San Marino | A      |
| Pennarossa     | Chiesanuova         | A      |
| San Giovanni   | Borgo Maggiore      | A      |
| Tre Fiori      | Fiorentino          | A      |
| Tre Penne      | Città di San Marino | A      |
| Virtus         | Acquaviva           | A      |

## Stagione regolare

### Prima fase

#### Gruppo A
|  | Pos. | Squadra        | Pt | G | V | N | P | GF | GS | DR  |
|  | ---- | -------------- | -- | - | - | - | - | -- | -- | --- |
|  | 1    | Tre Fiori      | 18 | 7 | 6 | 0 | 1 | 21 | 8  | +13 |
|  | 2    | Folgore        | 16 | 7 | 5 | 1 | 1 | 18 | 5  | +13 |
|  | 3    | Pennarossa     | 12 | 7 | 4 | 0 | 3 | 9  | 11 | -2  |
|  | 4    | Murata         | 11 | 7 | 3 | 2 | 2 | 11 | 12 | -1  |
|  | 5    | Juvenes/Dogana | 10 | 7 | 3 | 1 | 3 | 12 | 11 | +1  |
|  | 6    | Tre Penne      | 9  | 7 | 3 | 0 | 4 | 19 | 9  | +10 |
|  | 7    | San Giovanni   | 3  | 7 | 0 | 3 | 4 | 2  | 16 | -14 |
|  | 8    | Virtus         | 1  | 7 | 0 | 1 | 6 | 4  | 24 | -20 |

Legenda:
      Ammesse al Q1
      Ammesse al Q2

#### Gruppo B
|  | Pos. | Squadra    | Pt | G | V | N | P | GF | GS | DR  |
|  | ---- | ---------- | -- | - | - | - | - | -- | -- | --- |
|  | 1    | La Fiorita | 16 | 6 | 5 | 1 | 0 | 14 | 4  | +10 |
|  | 2    | Domagnano  | 13 | 6 | 4 | 1 | 1 | 8  | 3  | +5  |
|  | 3    | Fiorentino | 12 | 6 | 3 | 3 | 0 | 11 | 6  | +5  |
|  | 4    | Libertas   | 8  | 6 | 2 | 2 | 2 | 9  | 11 | -2  |
|  | 5    | Cailungo   | 6  | 6 | 2 | 0 | 4 | 7  | 9  | -2  |
|  | 6    | Cosmos     | 4  | 6 | 1 | 1 | 4 | 9  | 14 | -5  |
|  | 7    | Faetano    | 0  | 6 | 0 | 0 | 6 | 2  | 13 | -11 |

Legenda:
      Ammesse al Q1
      Ammesse al Q2

### Seconda fase

#### Gruppo Q1
|  | Pos. | Squadra    | Pt | G  | V  | N | P | GF | GS | DR  |
|  | ---- | ---------- | -- | -- | -- | - | - | -- | -- | --- |
|  | 1    | La Fiorita | 37 | 14 | 12 | 1 | 1 | 48 | 10 | +38 |
|  | 2    | Tre Fiori  | 22 | 14 | 6  | 4 | 4 | 32 | 23 | +9  |
|  | 3    | Folgore    | 22 | 14 | 6  | 4 | 4 | 23 | 20 | +3  |
|  | 4    | Libertas   | 15 | 14 | 3  | 6 | 5 | 23 | 23 | 0   |
|  | 5    | Fiorentino | 15 | 14 | 3  | 6 | 5 | 20 | 24 | -4  |
|  | 6    | Murata     | 15 | 14 | 4  | 3 | 7 | 12 | 30 | -18 |
|  | 7    | Pennarossa | 14 | 14 | 4  | 2 | 8 | 13 | 27 | -14 |
|  | 8    | Domagnano  | 13 | 14 | 3  | 4 | 7 | 21 | 35 | -14 |

Legenda:
      Ammesse ai play-off scudetto

#### Gruppo Q2
|  | Pos. | Squadra        | Pt | G  | V  | N | P  | GF | GS | DR  |
|  | ---- | -------------- | -- | -- | -- | - | -- | -- | -- | --- |
|  | 1    | Tre Penne      | 34 | 12 | 11 | 1 | 0  | 34 | 6  | +28 |
|  | 2    | Juvenes/Dogana | 22 | 12 | 6  | 4 | 2  | 27 | 14 | +13 |
|  | 3    | Cosmos         | 18 | 12 | 5  | 3 | 4  | 13 | 14 | -1  |
|  | 4    | Faetano        | 17 | 12 | 5  | 2 | 5  | 24 | 17 | +7  |
|  | 5    | Cailungo       | 17 | 12 | 4  | 5 | 3  | 18 | 21 | -3  |
|  | 6    | San Giovanni   | 8  | 12 | 2  | 2 | 8  | 6  | 22 | -16 |
|  | 7    | Virtus         | 1  | 12 | 0  | 1 | 11 | 9  | 37 | -28 |

Legenda:
      Ammesse ai play-off scudetto
      Ammesse allo spareggio

### Play-off
|                |       |        | Città e data              |
| -------------- | ----- | ------ | ------------------------- |
| Juvenes/Dogana | 3 - 1 | Cosmos | Montecchio, 3 aprile 2019 |

### Tabellone fase a eliminazione diretta
|  | Quarti di finale | Quarti di finale | Quarti di finale | Quarti di finale | Quarti di finale |  |  | Semifinali | Semifinali | Semifinali | Semifinali | Semifinali |  |  | Finale          | Finale          | Finale          |  |
|  |                  |                  |                  |                  |                  |  |  |            |            |            |            |            |  |  |                 |                 |                 |  |
|  | La Fiorita       | La Fiorita       | 1                | 5                | 6                |  |  |            |            |            |            |            |  |  |                 |                 |                 |  |
|  | Juvenes/Dogana   | Juvenes/Dogana   | 0                | 0                | 0                |  |  | La Fiorita | La Fiorita | 1          | 4          | 5          |  |  |                 |                 |                 |  |
|  | Libertas         | Libertas         | 1                | 4                | 5                |  |  | Libertas   | Libertas   | 0          | 0          | 0          |  |  |                 |                 |                 |  |
|  | Murata           | Murata           | 0                | 0                | 0                |  |  |            |            |            |            |            |  |  | La Fiorita      | La Fiorita      | 1               |  |
|  | Tre Fiori        | Tre Fiori        | 2                | 1                | 3                |  |  |            |            | Tre Penne  | Tre Penne  | 3          |  |  |                 |                 |                 |  |
|  | Fiorentino       | Fiorentino       | 1                | 0                | 1                |  |  | Tre Fiori  | Tre Fiori  | 0          | 1          | 1          |  |  |                 |                 |                 |  |
|  | Tre Penne        | Tre Penne        | 1                | 1                | 2                |  |  | Tre Penne  | Tre Penne  | 1          | 2          | 3          |  |  |                 |                 |                 |  |
|  | Folgore          | Folgore          | 0                | 1                | 1                |  |  |            |            |            |            |            |  |  | Finale 3º posto | Finale 3º posto | Finale 3º posto |  |
|  |                  |                  |                  |                  |                  |  |  |            |            |            |            |            |  |  |                 |                 |                 |  |
|  |                  |                  |                  |                  |                  |  |  |            |            |            |            |            |  |  | Libertas        | Libertas        | 1               |  |
|  |                  |                  |                  |                  |                  |  |  |            |            |            |            |            |  |  | Tre Fiori       | Tre Fiori       | 3               |  |

#### Piazzamenti 5º-8º posto
|  | Semifinali 5º-8º posto | Semifinali 5º-8º posto | Semifinali 5º-8º posto |         |                | Finale 5º posto | Finale 5º posto | Finale 5º posto |  |
|  |                        |                        |                        |         |                |                 |                 |                 |  |
|  | Juvenes/Dogana         | Juvenes/Dogana         | 4                      |         |                |                 |                 |                 |  |
|  | Juvenes/Dogana         | Juvenes/Dogana         | 4                      |         |                |                 |                 |                 |  |
|  | Murata                 | Murata                 | 0                      |         |                |                 |                 |                 |  |
|  | Murata                 | Murata                 | 0                      |         | Juvenes/Dogana | Juvenes/Dogana  | 1               |                 |  |
|  |                        |                        |                        |         | Juvenes/Dogana | Juvenes/Dogana  | 1               |                 |  |
|  |                        |                        | Folgore                | Folgore | 0              |                 |                 |                 |  |
|  | Fiorentino             | Fiorentino             | Folgore                | Folgore | 0              | 0               |                 |                 |  |
|  | Fiorentino             | Fiorentino             |                        |         |                | 0               |                 |                 |  |
|  | Folgore                | Folgore                | 4                      |         |                | Finale 7º posto | Finale 7º posto | Finale 7º posto |  |
|  | Folgore                | Folgore                | 4                      |         |                |                 |                 |                 |  |
|  |                        |                        |                        |         |                |                 |                 |                 |  |
|  |                        |                        |                        |         |                | Murata          | Murata          | 3               |  |
|  |                        |                        |                        |         |                | Murata          | Murata          | 3               |  |
|  |                        |                        |                        |         |                | Fiorentino      | Fiorentino      | 0               |  |

## Verdetti
Tre Penne campione di San Marino 2018-2019 e qualificato al turno preliminare di UEFA Champions League 2019-2020.
 La Fiorita e Tre Fiori qualificate al turno preliminare di UEFA Europa League 2019-2020.